# JURIS
JURIS（有限会社ユリス出版社）とは、ドイツ連邦の法律に関する書籍とオンラインサービスを提供する有限会社の出版社である。

## 歴史
有限会社JURISは、1985年に創業した。それ以前の1973年に連邦政府によって、連邦憲法裁判所と連邦最高裁判所と共にコンピューターによってドイツの法律をデータとして管理できるよう作業する承認を受け、1984年に準備が整い、1985年に連邦司法省 (ドイツ)による創業手続きが行われ、ザールブリュッケンに本社を置く有限責任会社として創立した。